# John P. Fulton
Pour les articles homonymes, voir Fulton.
John P. Fulton, né en novembre 1902 à Beatrice et mort en juillet 1966 à Londres, est un superviseur d'effets spéciaux et directeur de la photographie américain.

## Biographie
Il est membre de l'American Society of Cinematographers (ASC).

## Récompenses
Il a remporté notamment trois Oscars des meilleurs effets visuels pour Le Joyeux Phénomène (1945), Les Ponts de Toko-Ri (1954) et Les Dix Commandements (1956) respectivement en 1945, 1955 et 1956. Il a également été nommé quatre fois pour The Boys from Syracuse (1940), Le Retour de l'homme invisible (1940), La Femme invisible (1940) et L'Agent invisible contre la Gestapo (1942).

## Filmographie
- 1937 : À l'est de Shanghaï (Wings Over Honolulu) de H.C. Potter